# Taanborsthoningeter
De taanborsthoningeter (Xanthotis flaviventer) is een zangvogel uit de familie Meliphagidae (honingeters).

## Verspreiding en leefgebied
Deze soort komt voor in Nieuw-Guinea en  Australië en telt acht ondersoorten:
- X. f. fusciventris: Waigeo en Batanta (Raja Ampat-eilanden, noordwestelijk Nieuw-Guinea).
- X. f. flaviventer: Salawati en Misool (Raja Ampat-eilanden) en de Vogelkop (noordwestelijk Nieuw-Guinea).
- X. f. saturatior: Aru-eilanden (zuidwestelijk van Nieuw-Guinea), eilanden in de Straat Torres  en zuidelijk-centraal Nieuw-Guinea.
- X. f. visi: zuidoostelijk Nieuw-Guinea.
- X. f. madaraszi: Huonschiereiland (noordoostelijk Nieuw-Guinea).
- X. f. meyerii: Japen (in de Geelvinkbaai) en noordelijk Nieuw-Guinea.
- X. f. spilogaster: Trobriand-eilanden en D'Entrecasteaux-eilanden (nabij zuidoostelijk Nieuw-Guinea).
- X. f. filiger: Kaap York (noordoostelijk Australië).

## Status
De grootte van de populatie is niet gekwantificeerd maar de soort wordt omschreven als zeer algemeen in het laagland en schaars op grotere hoogtes. Op de Rode lijst van de IUCN heeft deze soort de status niet bedreigd.